# Schlörbach

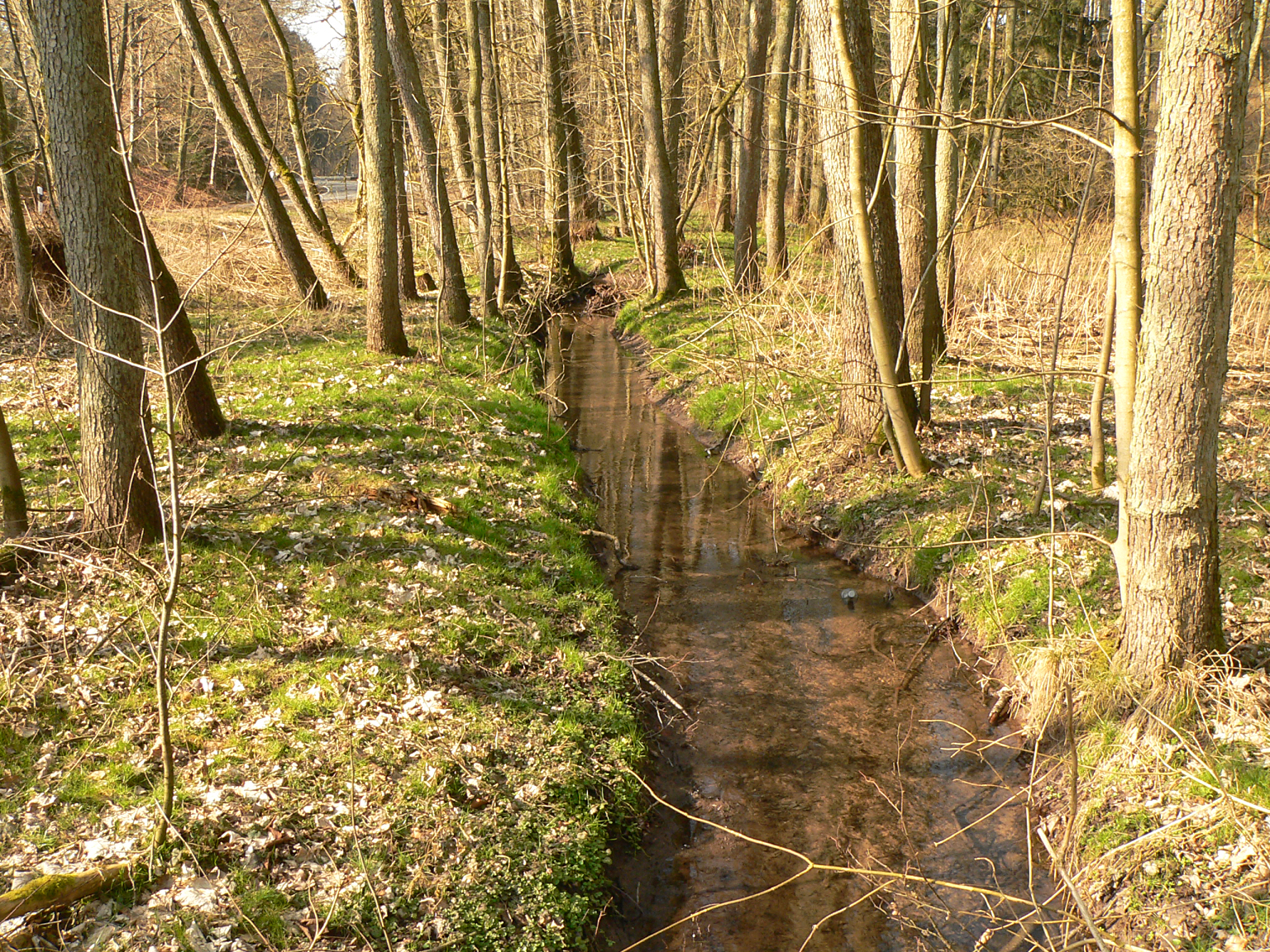
Der Schlörbach bei Glashütte

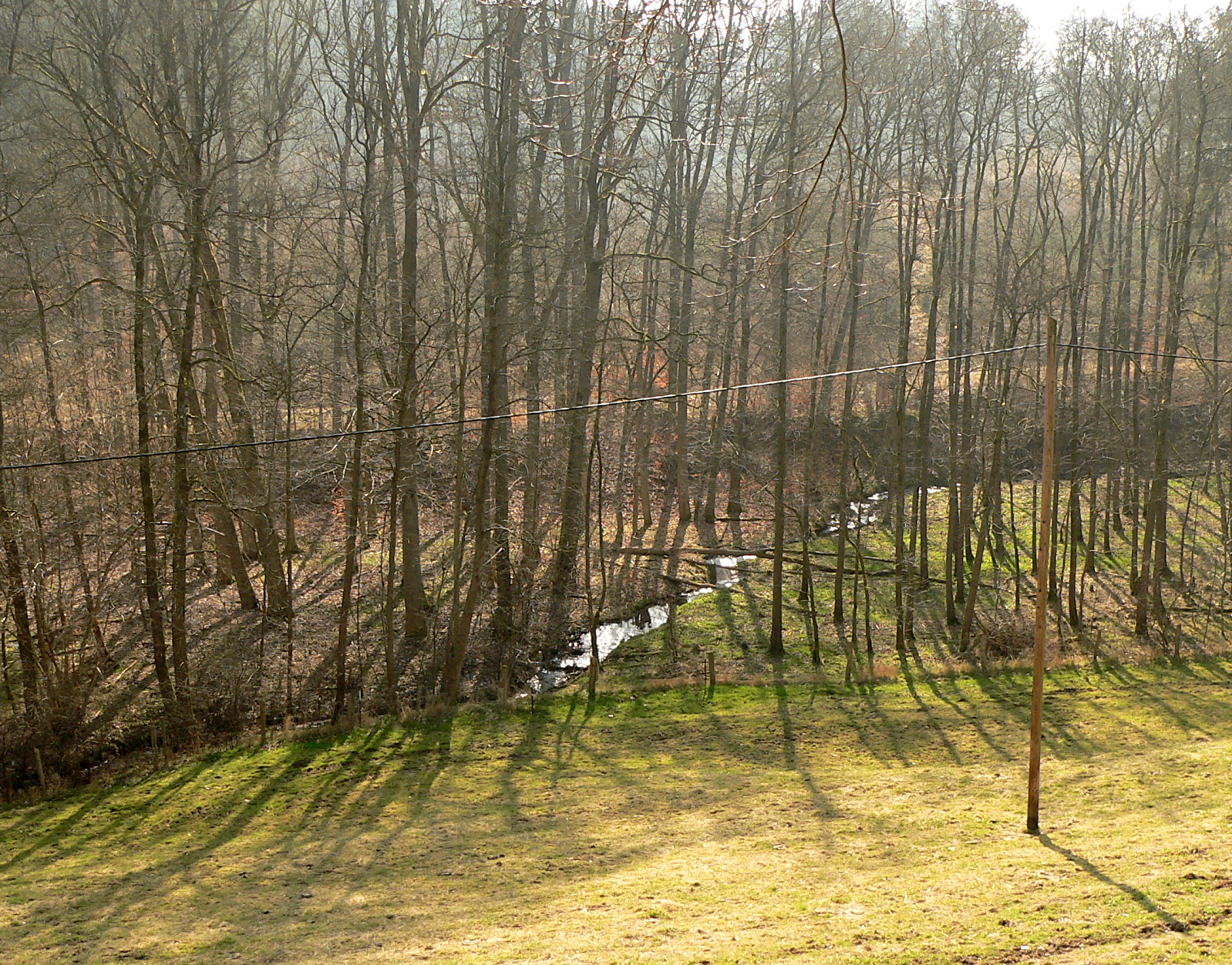
Der Bach im Tal des Klosterforstes in einem bruchwaldähnlichen Gelände

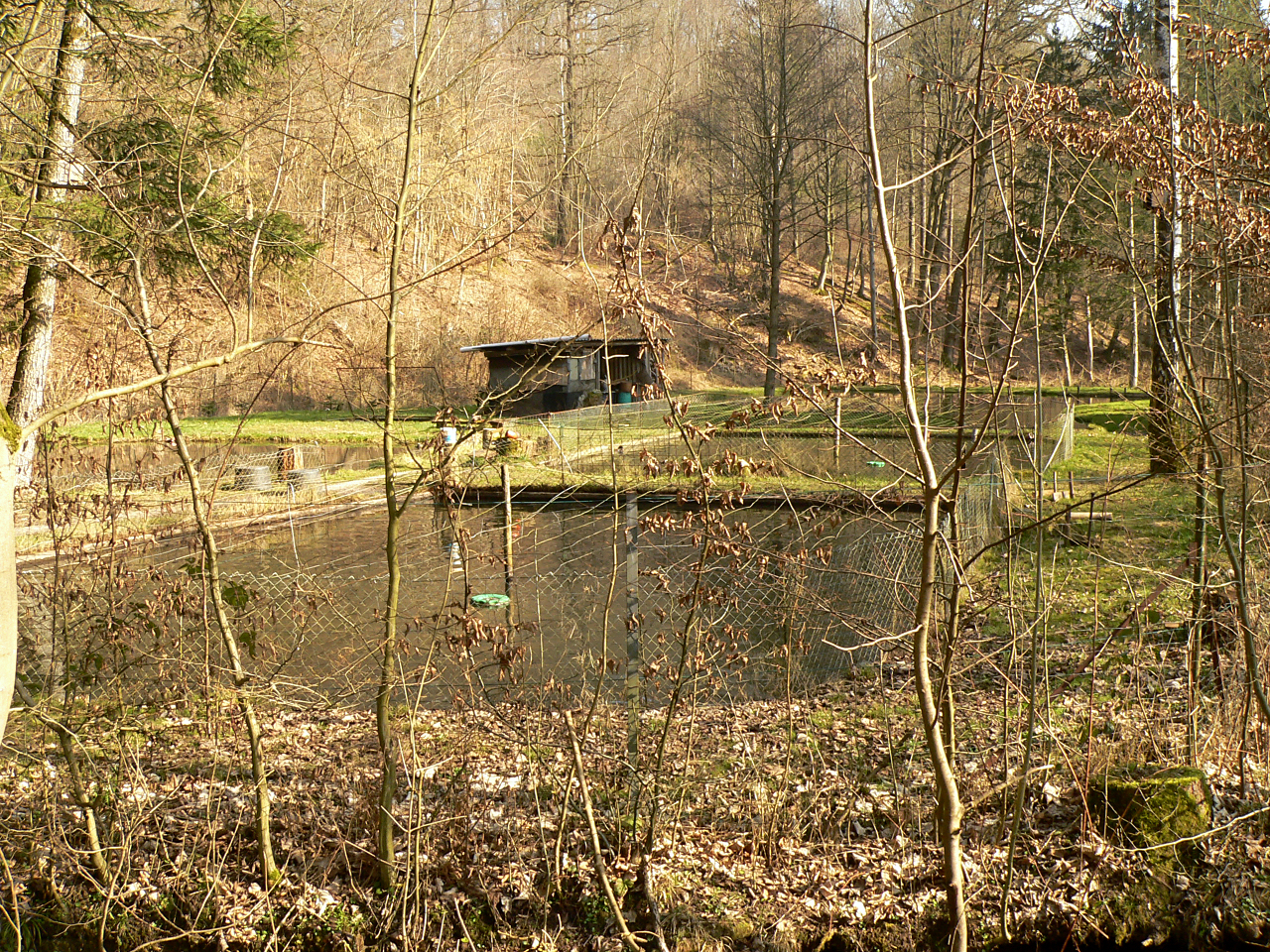
Fischteiche am Schlörbach bei Glashütte

Der Schlörbach ist ein etwa 7 km langer linker Nebenfluss der Nette. 

## Name
Der Name mit der mittelniederdeutschen Grundform Slederbeke wird als Schleierbach gedeutet. Frühere Bezeichnungen des Baches waren 1312 ad aquam Slerbeke, 1555 by dem Slederbeck, 1578 uf den Schleierbach, 1581 Schleerbeck und 1830 Schlürbache. Seit dem 20. Jahrhundert heißt er Schlörbach.

## Verlauf
Der Bach entspringt am Nordwestrand des Hebers am Gehrenroder Berg und fließt parallel zur Landesstraße L 466 durch ein bewaldetes Tal im Klosterforst nach Osten. Dabei fließt er südlich an Glashütte vorbei und wird dahinter zur Bewässerung von Fischteichen genutzt. Anschließend verläuft der Schlörbach am nördlichen Ortsrand von Rhüden und mündet auf Ortshöhe in die Nette.